# Дейвис, Джен
Нэнси Джен Дейвис (англ. Nancy Jan Davis; урождённая Смозэрмен (англ. Smotherman; род. 1 ноября 1953, Коко-Бич, штат Флорида) — американский инженер и бывший астронавт НАСА. Совершила три космических полёта и провела свыше 673 часов в космосе. Бывшая жена астронавта Марка Ли, вместе с которым совершила первый полёт (впервые в мире муж и жена на одном корабле).

## Биография
Джен Дейвис родилась в Коко-Бич штат Флорида 1 ноября 1953 года, но детство провела в Хантсвилле штат Алабама. После окончания школы получила научные степени бакалавра наук по прикладной биологии в технологическом институте Джорджии (1975), а также в области механики она получила сначала степень бакалавра в Обернском университете (1977), а затем и магистра (1983) и доктора наук (1985) в Университете Алабамы.
После окончания Обернского университета в 1977 году работала в Texaco, Inc инженером-нефтяником. С 1979 работала в Центре космических полётов имени Джорджа Маршалла в качестве инженера по аэрокосмической технике.

## Карьера астронавта
В августе 1987 года Джен Дейвис была зачислена как специалист полёта в 12-й набор астронавтов НАСА. Они прошла полный курс общей космической подготовки и в августе 1988 года получила назначение в Отдел астронавтов НАСА.
Всего Джен Дейвис приняла участие в трёх полётах в качестве специалиста полёта:
1. в сентябре 1992 года на шаттле Индевор по программе STS-47 — научные эксперименты в многоразовой космической лаборатории «Спейслэб»;
2. в феврале 1994 года на шаттле Дискавери по программе STS-60 — научные эксперименты в модуле SPACEHAB;
3. в августе 1997 года на шаттле Дискавери по программе STS-85 — вывод на орбиту и возвращение автономного спутника для исследований атмосферы Земли CRISTA-SPAS;

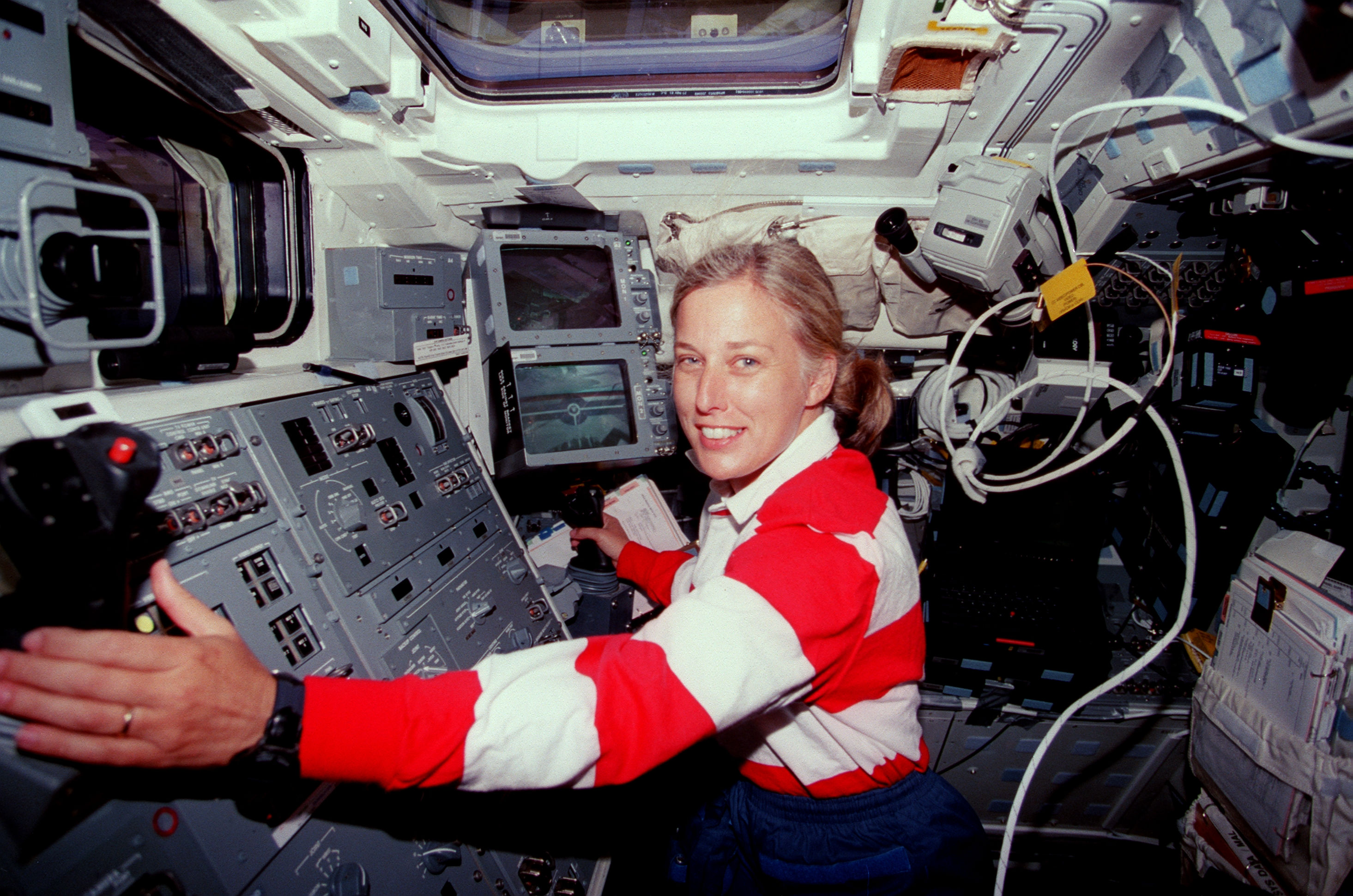
Джен Дейвис в кабине Дискавери. STS-85.

В июне 1999 года она ушла из отряда астронавтов, но в 2002 году была переведена во вновь созданную категорию астронавтов-менеджеров. В июле 1999 года она перешла в космический центр Маршалла на должность директора отдела пилотируемых проектов, в чью ответственность входили МКС и оборудование для неё, Центр по работе с полезной нагрузкой и космическая рентгеновская обсерватория «Чандра». После катастрофы «Колумбии» она была назначена главой Safety and Mission Assurance, комиссии которая подтвердила безопасность возобновления полётов шаттлов.
В сентябре 2005 года ушла из отряда астронавтов и из НАСА и в настоящее время служит вице-президентом и заместителем генерального директора в компании Jacobs Engineering Group.

## Личная жизнь
У Джен Дейвис двое детей. Увлечения: полёты, катание на лыжах, аэробика, езда на велосипеде, водные виды спорта, рукоделие.